# كورتيس هيرستون
كورتيس هيرستون (بالإنجليزية: Curtis Hairston)‏ هو مغن مؤلف ومغني أمريكي، ولد في 10 أكتوبر 1961 في وينستون-سالم في الولايات المتحدة، وتوفي بنفس المكان في 18 يناير 1996 بسبب قصور كلوي.

## وصلات خارجية
- كورتيس هيرستون على موقع ميوزك برينز (الإنجليزية)
- كورتيس هيرستون على موقع ديسكوغز (الإنجليزية)